# Ateuchus rodriguezi
Ateuchus rodriguezi är en skalbaggsart som beskrevs av Preudhomme de Borre 1886. Ateuchus rodriguezi ingår i släktet Ateuchus och familjen bladhorningar. Inga underarter finns listade.